# Marie Guillaume Daumas
Pour les articles homonymes, voir Daumas.
Marie Guillaume Daumas, né le 24 septembre 1763 à Cuisery, mort le 30 mai 1838 à Givry (Saône-et-Loire), est un général français de la Révolution et de l’Empire, puis viticulteur à Givry.
Il n'a pas sollicité de titre de baron de l’Empire (1808).

## Biographie
Baptisé le 27 septembre 1763 (parrain : messire Guillaume Duvivier, prêtre, curé de Saint-Romain ; marraine : demoiselle Jeanne Marie Bergier).
Fils de François Daumas (1738, Ouroux-sur-Saône + 1820, Varennes-le-Grand, Saône-et-Loire), chirurgien dans les armées du roi durant la guerre de Sept Ans (de 1756 à 1760), puis chirurgien à Cuisery (1761), et de Jeanne Duvivier (fille d'un huissier royal à Cuisery), épousée en 1760.
Engagé volontaire à l’âge de quinze ans comme soldat au régiment de Picardie le 1er ou 18 septembre 1778, il passe au régiment d'Enghien le 1er septembre 1781, régiment où son oncle Louis Daumas sert comme capitaine, pour aller à Saint-Domingue. Il participe, avec ce régiment, à la campagne d’Amérique (1781-1783). Caporal le 19 juin 1784, sergent le 7 juillet 1785, puis sergent-major le 28 février 1789, il est mis en congé le 25 juin 1790. Il pouvait espérer, en s’engageant dans l’armée, progresser jusqu’au grade de capitaine, comme son oncle. Mais n’étant pas noble, il s’est trouvé bloqué au grade de sergent major par l’ordonnance de Ségur. La Révolution lui donne cependant, l’occasion de progresser.
Il revient chez son père à Varennes-le-Grand, où il organise aussitôt la garde nationale de cette commune et en prend le commandement. Il part pour Mâcon l’année suivante, avec cette troupe composée de volontaires, où il reçoit un brevet de capitaine de grenadiers au 2e bataillon de volontaires de Saône-et-Loire le 28 septembre 1791. Chef de bataillon le 17 novembre 1791, à l’âge de 28 ans, il est employé aux armées du Centre, du Nord, des Ardennes et de Sambre-et-Meuse lors des campagnes de 1792-1793. Commandant, il est cité pour sa conduite dans un combat livré le 31 août 1792 par son seul bataillon contre un corps de 10 000 cavaliers prussiens au bois de La Châlade, près de Sainte-Menehould, puis pour sa conduite la nuit du 30 novembre au 1er décembre 1792 devant la citadelle de Namur.
Passé à l’armée du Rhin pendant la campagne de 1794-1796, il est nommé colonel commandant la 200e demi-brigade d’infanterie, faisant partie de la 38e brigade le 20 thermidor an III (7 août 1795). Il est alors employé aux armées d’Allemagne, d’Helvétie et du Rhin pour les campagnes de 1797-1801. C’est là, en Suisse occupée, qu’il se marie. Il épouse le 26 thermidor an V (1797) à Delémont, Thérèse Catherine Babé (1776 + 1818), de Délémont, fille de Conrad Babé (1730 + 1809), ci-devant co-seigneur de Köstlach et Mörnach (Haute-Alsace) et conseiller des finances du prince-évêque de Bâle, et petite-fille de Pierre-François Choullat.
Le 2 mars 1798 (12 ventôse an VI), il repousse dans le lac de Brienne, avec sa 38e demi-brigade et un escadron de cavalerie, 4 000 hommes des troupes helvétiques, disciplinés et pleins d’ardeur. Par cette action il sauve toute sa division et permet la prise des villes de Soleure et de Berne. Le 25 mars 1799 (9 germinal an VII), il est blessé au pied gauche à la prise de Port (ou Mont)-Martin, en pays Grison. Le 30 avril 1799 (11 floréal an VII), il est blessé au bras droit, à Rennes, toujours en pays Grison. Il est ainsi cité par le général Claude Jacques Lecourbe le 12 septembre 1799 (26 fructidor an VII) : « Officier qui a donné dans bien des occasions des preuves d’intelligence, de prudence, de bravoure, soit qu’il eût à commander des colonnes d’attaque ou de défense, soit qu’il eût à administrer sa brigade. Au combat de Rennes, quoique blessé, il ne voulut quitter son poste que lorsque les forces physiques lui manquèrent. »
À un autre combat, dans les gorges des Grisons, seul avec sa demi-brigade il réussit à contenir l’armée russe du général Alexandre Vassilievitch Souvarov. Il permet ainsi de « rejeter [l’ennemi] de l’autre côté des Alpes. Il est blessé d’un biscaïen qui lui traverse les deux cuisses » près de Maastricht le 5 mai 1800.
Général de brigade nommé par le commandant en chef de l’armée du Rhin le 20 juillet 1800. Confirmé dans ce grade le 21 octobre 1800, il est grièvement blessé et mis en non-activité pendant plus de quatre ans du 23 novembre 1801 au 6 janvier 1806. Il est alors employé dans la 7e division militaire le 6 janvier 1806, qu’il va commander par intérim à Grenoble en 1807 et 1808. Il est ensuite employé en Toscane le 8 juin 1808 comme gouverneur de Sienne.
Extrait d’une lettre du général Daumas à sa belle-sœur Babé, née Bureaux de Pusy :
« Sienne, le 25 Xbre 1808,
Ma chère Amie,
(…) Comme tu le dis fort bien, nous voilà dans ce pays pour le temps que le bon Dieu voudra, mais quand nous le quitterons, nous ferons des beignets. Je t’assure qu’il n’y a que la France pour les français. Et d’ailleurs les peuples d’Italie sont d’une immoralité dont tu ne te feras jamais une idée et je trouve qu’ils sont plus sensuels que sensibles. Rien ne peut les émouvoir que leurs plaisirs ou leurs intérêts. Aucune idée libérale n’entre dans leurs têtes : plaisirs et intérêts, voilà les règles de leur conduite. (…) »
Cependant, Daumas voit d’un très mauvais œil le pillage organisé des peintures et sculptures italiennes au profit des musées français.
Il passe à l’armée d’Italie le 28 mars 1809 et effectue les campagnes de 1809 et 1810. Il commande la région frontalière du lac de Garde, dans le Nord alpin de l'Italie, à mi-chemin entre Venise et Milan. Disposant d’unités terrestres et d’une petite flottille, sa mission est de sécuriser les arrières de l’armée, engagée en Autriche (bataille de Wagram). Son quartier général est à Brescia (au sud-ouest du lac), mais il se rend aussi à Vérone (au sud-est), et jusqu’à Trente (au nord). Il passe au total presque deux ans en Italie de juin 1808 à avril 1810.
Le 11 avril 1810, il reprend à Grenoble, le commandement par intérim de la 7e division militaire. Il le conserve jusqu’à la nomination du général de division Jean Gabriel Marchand en 1814. Dès lors, il devient son adjoint et commande la place de Grenoble. Pendant la campagne de France, des unités de la 7e division militaire reprennent Chambéry, mais doivent bientôt évacuer la Savoie, (le général Charles Pierre François Augereau ayant battu en retraite), et se retrancher dans la vallée de l'Isère. L'abdication de l'Empereur met fin aux hostilités.
À la première Restauration, il prête serment au roi Louis XVIII, qui confirme son grade de maréchal de camp et le maintient à Grenoble.
Au retour de Napoléon en mars 1815, le général Marchand s’enfuit de Grenoble y laissant Daumas qui, fidèle à son serment, refuse de livrer la place à l’Empereur et la met en état de défense. La défection du colonel Charles Angélique François Huchet de La Bédoyère et d’une partie de la garnison entraîne bientôt l’ouverture des portes de Grenoble. L’Empereur ne tient pas rigueur à Daumas de sa fermeté et enrôle dans sa petite troupe son fils aîné, Xavier. 
Il est admis à la solde de retraite par décret du 26 avril 1815. Il vient de passer exactement cinq années à Grenoble d'avril 1810 à avril 1815. Il est définitivement placé dans le cadre de réserve en 1816 et se retire dans sa propriété viticole de Givry.
Commandeur de la Légion d’honneur le 14 juin 1804, chevalier de Saint-Louis en 1815 et du Lys en 1814.
Père du général Eugène Daumas et du commandant Jules Daumas.

## Sources
- Joseph Bard, "Essai d'un Plutarque militaire de la Bourgogne", 1858 (article Général Daumas), p. 8-15 (notice)
- Auguste Louis Blondeau, "Voyage d'un musicien en Italie (1809-1812)", 1993, publié par Joël-Marie Fauquet, p. 196
- E. B. Dubern, Gentry, tome 1, Ascendance du comte Eugène Boislandry Dubern (1880 + 1976), 2000.
- Sébastien Evrard, "Les campagnes du général Lecourbe (1794-1799)", L'Harmattan, p. 132
- Raymond Bernard Izarny-Gargas, "38e régiment d'infanterie, historique des corps qui ont porté le numéro 38", 1889, p. 276 et 681 (notice)
- Jean-René Suratteau, "Le département du Mont-Terrible, sous le régime du Directoire, 1795-1800: études des contacts humains, économiques et sociaux dans un pays annexé et frontalier", 1964, p. 466